# Vilaiete de Moçul
```
   |-
       |
Erro:
:  
valor não especificado para "
nome_comum
"

   |-
       | 
Erro:
:  
valor não especificado para "
continente
"
```

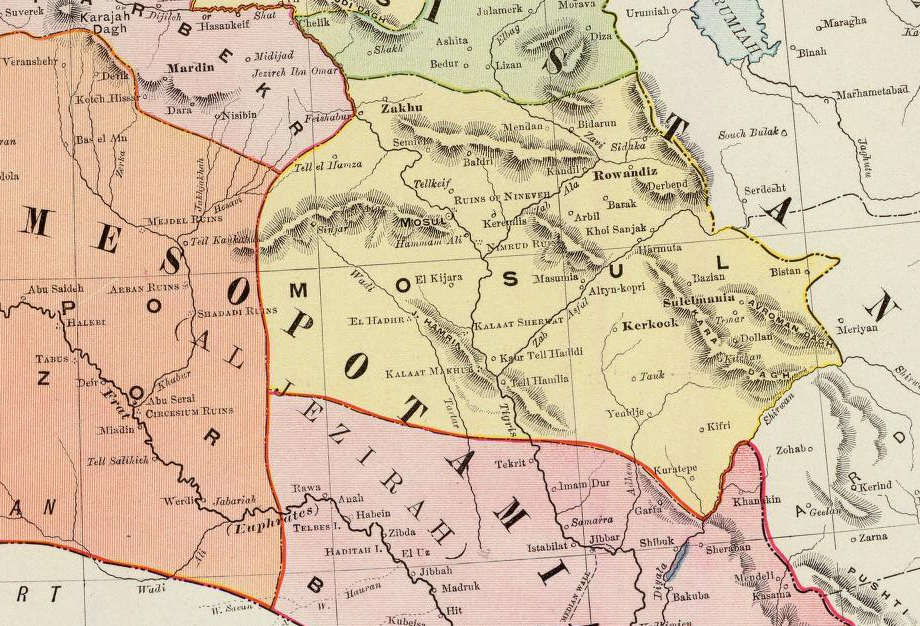
Vilaiete de Moçul em 1897

O Vilaiete de Moçul (Turco Otomano: ولايت موصل, Vilâyet-i Musul) foi uma divisão administrativa de primeiro nível (vilaiete) do Império Otomano. Foi criado a partir dos sanjacos do norte do Vilaiete de Bagdá em 1878.
No início do século XX, supostamente tinha uma área de 29 220 milha quadradas (76 000 km2), enquanto os resultados preliminares do primeiro censo otomano de 1885 (publicados em 1908) davam à população 300.280. A precisão dos números da população varia de "aproximada" a "meramente conjectural" dependendo da região da qual eles foram reunidos.

## Divisões administrativas
Sanjacos do vilaiete:
1. Sanjaco de Moçul (Moçul)
2. Sanjaco de Quircuque (Quircuque, Xerizor)
3. Sanjaco de Suleimânia (Suleimânia)